# Hauptstraße 98 (Bergheim)
Das Haus in der Hauptstraße 98 in Bergheim wurde im 17. Jahrhundert errichtet. In der ersten Hälfte des 20. Jahrhunderts wurde das Gebäude als Internat für die auswärtigen Schüler einer Knabenschule genutzt, weshalb das Gebäude auch unter dem Namen Knabenpensionat bekannt ist.

## Baugeschichte und Architektur
Das Haus Nr. 98 ist ein zweigeschossiger verputztes Gebäude von sieben Achsen mit einem Mansarddach. Über der alten Eingangstür ist ein Allianzwappen aus der 2. Hälfte des 17. Jahrhunderts angebracht, das das Wappen der Familien Frentz und Vettweiß darstellt, der Erbauer des Hauses. Johann Roland Frentz war Ratsherr in Nideggen und Notar in Düsseldorf, der 1675 Maria Magdalena Vettweiß ehelichte, die einer Nideggener Ratsfamilie entstammte, weswegen das Haus nach 1675 erbaut worden sein muss. Das Ehepaar ist im Jahre 1737 gestorben.

## Nutzung
Laut der französischen Bevölkerungsliste des Jahres 1799 lebt dann in diesem Haus der Enkel dieses Ehepaares, der Bergheimer Notar Johann Anton Servatius Frentz. Nach ihm wohnte sein 1774 geborener Sohn Gottfried Anton dort, der ebenfalls Notar in Bergheim war und von 1800 bis 1815 als Bürgermeister amtierte. Er starb 1847, seine Ehefrau Theresia Ostlender 1859. Danach ging das Haus in den Besitz der Familie Schauw über und wurde von ihr 1907 an den Rektor der Höheren Knabenschule, Heinrich Schunck, verkauft. Schunck baute das Haus um und richtete im Gebäude ein Knabenpensionat für seine auswärtigen Schüler ein, als was es bis 1939 genutzt wurde. Danach gehörte das Haus Dr. Aloys Mertens, der eine Nichte von Heinrich Schunck geheiratet hatte.